# Jacob Gens
Jacob Gens (litevsky Jakovas Gencas, 1. dubna 1903 - 14. září 1943) byl litevský vojenský lékař a učitel, ředitel Židovské nemocnice ve Vilniuském ghettu, policejní šéf a předseda místního Judenratu za druhé světové války.

## Životopis
Narodil se v Šiauliajích. V roce 1919 se dobrovolně přihlásil do litevské armády. Po absolvování kurzu důstojníků bojoval v polsko-litevské válce. V roce 1924 vystudoval práva a ekonomii na univerzitě Vytautase Velikého. Poté pracoval jako učitel litevštiny a tělesné výchovy, později pracoval na ministerstvu spravedlnosti.
Když roku 1939 obsadil Litvu Sovětský svaz, Gens se ze strachu před pronásledováním uchýlil na venkov, kde pracoval jako knihkupec.
Krátce před vypuknutím operace Barbarossa se v červnu 1941 vrátil do Vilniusu a stal se ředitelem nemocnice v nově vytvořeném židovském ghettu.[zdroj?] Spolupracoval s prezidentem Judenratu Anatolem Friedem, který ho později doporučil na post šéfa policie v ghettu. V červenci 1942 se Gens stal Friedovým nástupcem.
Byl oddaný stoupenec německých okupačních úřadů v naději, že dojde ke zmírnění nacistické politiky vůči Židům. Nechal zatknout odbojářského předáka Izáka Wittenberga. Tomu však poté předal ampuli cyankáli, kterou Wittenberg spokl, když se dostal do rukou gestapa. I Gens se pokusil o sebevraždu, když byl donucen poslat židovské děti do koncentračních táborů.
Dne 14. září 1943 byl zatčen. Přestože byl předtím několikrát varován, on sám vzdal všechny šance na záchranu a ten samý den byl zastřelen.
Jacob Gens je kontroverzní postavou. Řídil sice Vilniuské ghetto a spolupracoval s německými úřady, nicméně se pokoušel o záchranu co největšího počtu Židů, hlavně mladých lidí.